# Духовный сан

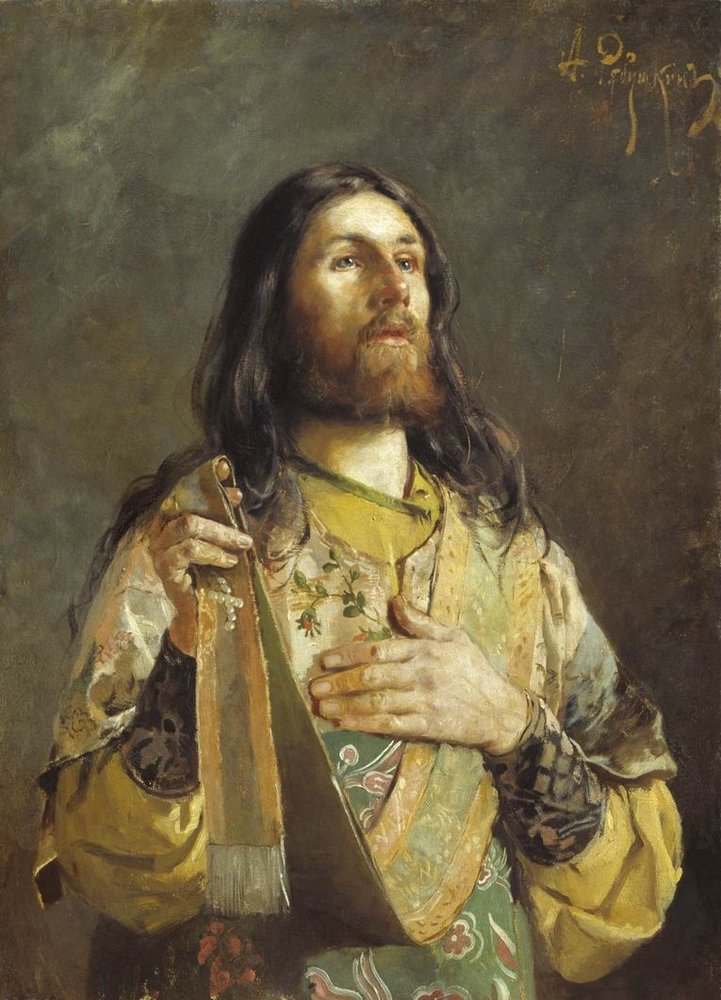
«Диакон». Художник А. П. Рябушкин, 1888 год.

Духовный сан — ранг, установленный для представителей духовенства.
В других источниках указано, что Сан (м.) –  высокий чин или званье, знатная должность, жалованное достоинство, почёт, и духовное звание (звание) — общественное положение человека, поскольку оно определяется сословием, к которому он принадлежит. Лишение лиц, имеющих духовное звание, сана за совершенные преступления осуществляется духовным судом от духовной власти (Собор, под председательством митрополи́та или патриарха, и Святейший синод), и способ «снятия» или «лишения» духовного сана (звания), иначе — «извержения из духовного сана», называется Расстрижение.

## Православие
В Православии духовенство разделяется на:
- Чёрное (мона́шествующие служители, публично давшие обет безбрачия);
- Белое (женатые и неженатые-целибат).

Клир возглавляет патриарх (в некоторых поместных православных церквах — архиепископ или митрополи́т, высший духовный сан,), который принадлежит к чёрному духовенству.
Курсивом выделены титулы, использовавшиеся в синодальный период.
|                    | Патриарх    |                               | Нет            | Всесвяте́йшество Святе́йшество Блаже́нство | Всесвяте́йшество Святе́йшество Блаже́нство | Всесвяте́йшество Святе́йшество Блаже́нство |
|                    | Митрополит  | Схимитрополит                 | Нет            | Блаже́нство Высокопреосвяще́нство         |                                         |                                         |
|                    | Архиепископ | Схиархиепископ                | Нет            | Блаже́нство Высокопреосвяще́нство         |                                         |                                         |
|                    | Епископ     | Схиепископ                    | Нет            | Преосвяще́нство                          |                                         |                                         |
| Иере́и (священники) |             |                               |                |                                         |                                         |                                         |
|                    | Архимандрит | Схиархимандрит                | Протопресвитер | Высокопреподо́бие Высокоблагослове́ние    |                                         |                                         |
|                    | Игумен      | Схиигумен                     | Протоиерей     | Высокопреподо́бие Высокоблагослове́ние    |                                         |                                         |
| Священноинок       | Иеромонах   | Иеросхимонах (схииеромона́х)   | Иерей          | Преподо́бие Благослове́ние                |                                         |                                         |
| Диа́коны            |             |                               |                |                                         |                                         |                                         |
| Архидиакон         | Архидиакон  | Схиархидиакон                 | Архидиакон     | Высокобоголю́бие Высокоблагове́стие       |                                         |                                         |
| Архидиакон         | Архидиакон  | Схиархидиакон                 | Протодиакон    | Высокобоголю́бие Высокоблагове́стие       |                                         |                                         |
| Священнодиакон     | Иеродиакон  | Иеросхидиакон (Схииеродиакон) | Диакон         | Благове́стие                             |                                         |                                         |
| ЦЕРКОВНОСЛУЖИ́ТЕЛИ  |             |                               |                | Благове́стие                             |                                         |                                         |
| Иподиакон          | Иподиакон   | Иподиакон                     | Иподиакон      | Боголю́бие                               |                                         |                                         |
| Чтец (клирик)      |             |                               |                | Боголю́бие                               |                                         |                                         |
| Свещеносец         |             |                               |                | Боголю́бие                               |                                         |                                         |

В свой духовный сан все монашествующие, церковнослужители и священнослужители посвящаются через установленную череду постригов, хиротесий и хиротоний.
Однако есть духовные звания, которые присваиваются священнослужителям по занимаемой должности в административном порядке:
- предстоятель поместной церкви (коринфская, галатийская, фессалоникийская, ефесская, критская, и другие);
- местоблюститель патриаршего престола;
- экзарх;
- викарий;
- хорепископ;
- секретарь епархии;
- благочинный;
- ключарь кафедрального собора;
- настоятель храма, монастыря или подворья;
- наместник;
- эконом;
- келарь;
- ризничий;
- трапезник;
- келейник.

Изначально — в ранней церкви всё духовенство делилось на две категории:
- странствующее;
- стационарное.

К странствующему относились апостолы, пророки, учители, проповедники, целители, заклинатели:

И иных Бог поставил в Церкви, во-первых, Апостолами, во-вторых, пророками, в-третьих, учителями; далее, иным дал силы чудодейственные, также дары исцелений, вспоможения, управления, разные языки. Все ли Апостолы? Все ли пророки? Все ли учители? Все ли чудотворцы? Все ли имеют дары исцелений? Все ли говорят языками? Все ли истолкователи?
— 1Кор. 12:28—30
Однако, ввиду отсутствия надлежащего контроля, церковная власть очень скоро перешла к стационарному духовенству (епископам, пресвитерам и диаконам). С IV века стали появляться различные монашеские духовные степени.

## Католицизм
В Католической церкви (Католицизме), видимым главой которой является папа римский, также различают епархиальное духовенство (белое) и монашествующее (чёрное). В Католической церкви латинского обряда епархиальное духовенство соблюдает целибат так же, как и монахи, в восточнокатолических церквях белое духовенство имеет право заключать брак.
Католическое духовенство составляет три степени священства:
- епископ;
- священник;
- диакон.

Церковнослужители (служители Церкви, не посвящённые в сан через таинство священства) имеют две степени — аколиты и чтецы, и не относятся к клиру.
До II Ватиканского собора к клиру причисляли и церковнослужителей. Весь клир делился на высших чинов (ordines maiores) — епископов, пресвитеров, диаконов и субдиаконов, и малых чинов (ordines minores) — остиариев, певчих, чтецов, экзорцистов и аколитов.
Кардинал — высшее (после папы) духовное лицо, как правило, принадлежащее к степени епископа, которое входит в коллегию кардиналов, совещательный орган при папе.
Прелат — исторический термин, применявшийся к кардиналам, архиепископам, епископам, генералам и провинциалам монашеских орденов, аббатам и другим лицам, занимающим высокие должности в структурах церкви; в настоящее время — почётный титул (Почётный прелат Его Святейшества), а также должность лиц, возглавляющих персональные прелатуры и территориальные прелатуры.